# ماسوکو جوئو
ماساکوجوئو (به ژاپنی: 増子女王 ますこじょおう)، نام کودکی نامی نو میا؛ (تولد ۱۷۱۱ – مرگ ۱۷۳۳ میلادی)، یک زن در دوره ادو، زن اصلی (سی‌شیتسو) یا میدای‌دوکورو شوگون نهم توکوگاوا ایه‌شیگه بود.